# Никиткино (Московская область)
Никиткино — село в муниципальном округе Егорьевск Московской области России . 

## География
Село Никиткино расположено в юго-западной части муниципального округа Егорьевск, примерно в 28 километрах к юго-востоку от города Егорьевск. В 300 метрах к северу от села протекает река Цна. Высота над уровнем моря 112 метров.

## История
До отмены крепостного права жители села относились к разряду государственных крестьян. После 1861 года село вошло в состав Куплиямской волости Егорьевского уезда.
В 1926 году село входило в Никиткинский сельсовет Лелеческой волости Егорьевского уезда.
До 1994 года Никиткино входило в состав Бобковского сельсовета Егорьевского района, а в 1994—2006 гг. — Раменского сельского округа.
Входила в состав сельского поселения Раменское.

## Демография
В 1885 году в селе проживало 373 человека, в 1905 году — 1474 человека (709 мужчин, 765 женщин), а в усадьбе церковного причта 25 человек (15 мужчин и 10 женщин), в 1926 году — 1311 человек (584 мужчины, 727 женщин). По переписи 2002 года — 429 человек (202 мужчины, 227 женщин). Население — 427 человек (2010).
| 1859 | 1868 | 1885 | 1905  | 1926  | 2002 | 2006 |
| ---- | ---- | ---- | ----- | ----- | ---- | ---- |
| 257  | ↗298 | ↗373 | ↗1499 | ↘1311 | ↘429 | ↘413 |
| 2010 |      |      |       |       |      |      |
| ↗427 |      |      |       |       |      |      |